# Parafia Niepokalanego Serca Najświętszej Maryi Panny Kraków (Podgórze)
Parafia Niepokalanego Serca Najświętszej Maryi Panny w Krakowie – parafia rzymskokatolicka należąca do dekanatu Kraków-Prokocim archidiecezji krakowskiej na Rybitwach przy ulicy Półłanki.

## Historia parafii
Została utworzona w 1970.
Kościół parafialny, budowany w latach 1983–1985, konsekrowany w 1995.

## Terytorium parafii
Ulice: Agawy, Albatrosów, Bartników, płk. Barty, Bukowa, Bugaj, Czeczotta, Dymnik, Golikówka numery 97‑127, Husarska, Jeżów, Kawowa, Kminkowa, Kotówka, Kormoranów, Ks. Targosza, Łutnia, Osikowa, Pod Gwiazdami, Pod Wierzbami, Półłanki, Przy Cegielni, Rączna, Rybitwy, Skromna, Strażacka, Szparagowa, Traczy, Wrobela.